# Truellum praetermissum
Truellum praetermissum är en slideväxtart som först beskrevs av Hook. f, och fick sitt nu gällande namn av Sojak. Truellum praetermissum ingår i släktet Truellum och familjen slideväxter. Inga underarter finns listade i Catalogue of Life.